# L'età dell'oro (Ingres)
L'età dell'oro (L'âge d'or) è un dipinto a olio su intonaco del pittore francese Jean-Auguste-Dominique Ingres, realizzato tra il 1842 e il 1847 circa e conservato nel castello di Dampierre.
Al museo d'arte di Harvard, negli Stati Uniti d'America, si conserva una riduzione a olio su carta montata su tavola, risalente al 1862.

## Storia

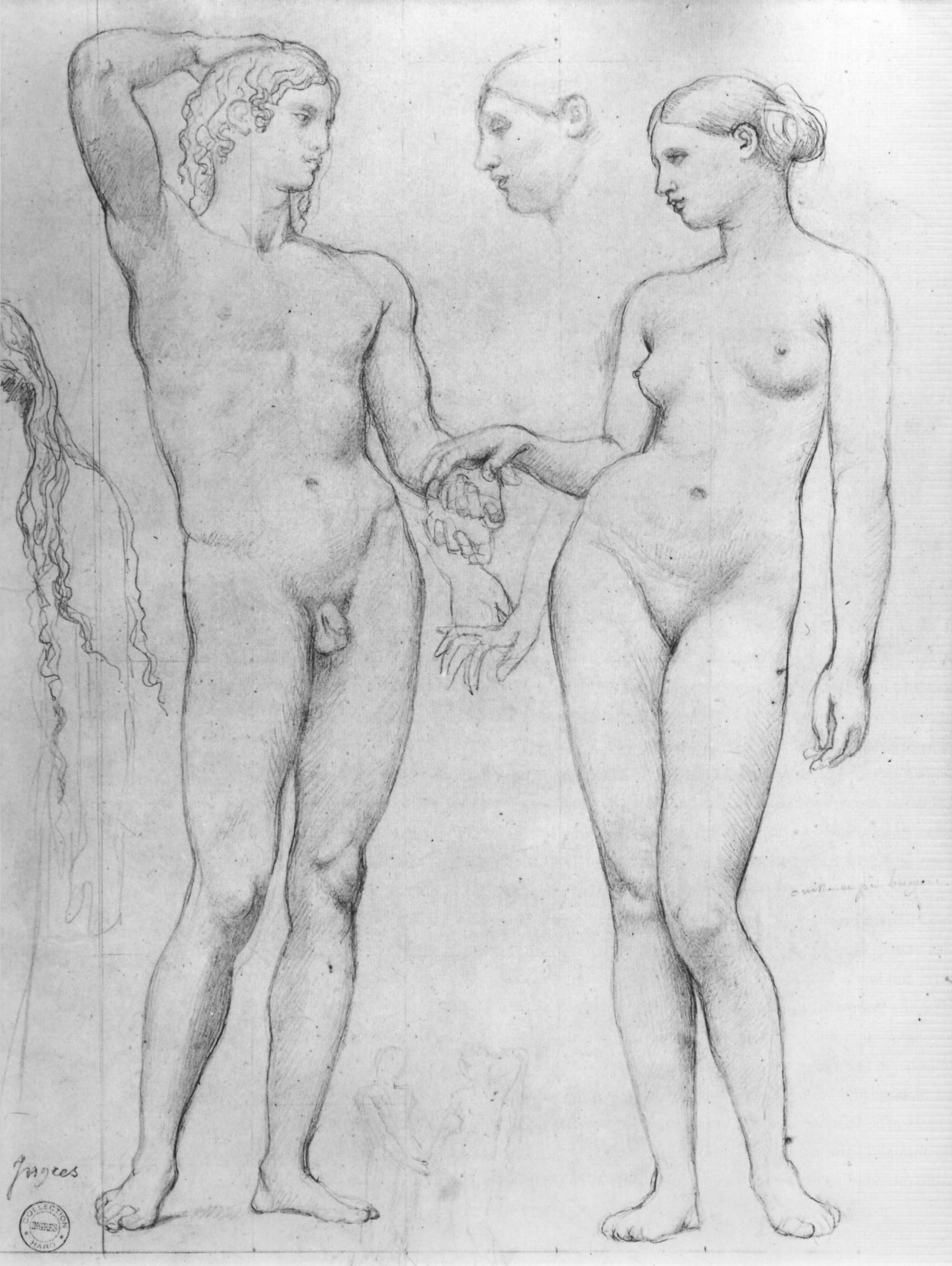
Il celebre studio per una donna e un uomo nudi.

L'artista venne chiamato dal duca e filantropo Honoré Théodoric d'Albert di Luynes per realizzare degli affreschi che decorassero il salone di Minerva del castello di Dampierre. Oltre all'Età dell'oro, era prevista un'Età del ferro che però non venne mai completata. Ingres passò una parte dell'anno al castello dal 1843 al 1847 per realizzare l'opera, aiutato dai suoi assistenti Alexandre Desgoffe (autore della vegetazione) e Amédée Pichot (che realizzò l'architettura dell'Età del ferro). L'artista realizzò moltissimi schizzi e disegni preparatori (se ne contano almeno cinquecento), tra cui il celebre disegno raffigurante un uomo e una donna che si tengono per mano, oggi al museo Fogg di Cambridge, nel Massachusetts. Questo schizzo avrebbe poi ispirato un disegno di Paul Gauguin.
La forma ad arco dell'affresco si rifà agli affreschi realizzati da Raffaello Sanzio per le stanze vaticane all'inizio del sedicesimo secolo. Ingres decise di utilizzare la tecnica dell'olio su intonaco, alla quale non era abituato, in quanto era molto diversa dalla tecnica dell'olio su tela da lui adoperata spesso (e che gli permetteva di correggere più facilmente eventuali errori). Nelle estati del 1843 e del 1844 egli fece molti progressi, ma quando il duca di Luynes vide l'opera per la prima volta nel 1844, egli rimase scioccato sia dalla profusione delle figure nude sia dalla lentezza del completamento del dipinto. Ingres smise di lavorare all'opera nel 1847 circa. Attualmente la parte centrale dell'affresco è difficile da vedere, in quanto davanti a essa fu posta una statua di Minerva.

## Descrizione

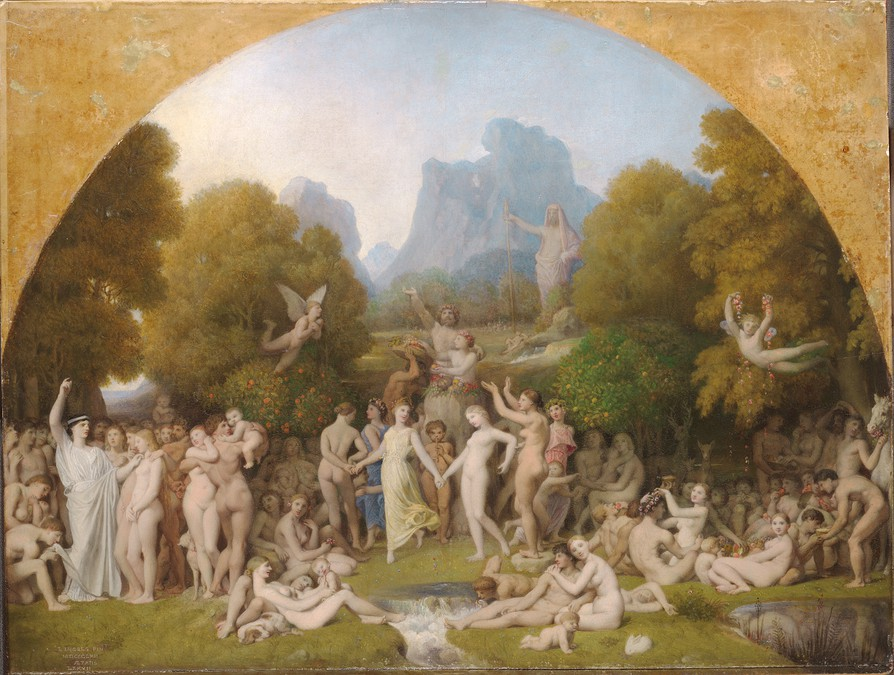
La riduzione oggi conservata al museo di arte di Harvard.

Il dipinto raffigura l'età dell'oro, un'epoca della mitologia greco-romana che veniva descritta dai poeti antichi, tra cui Ovidio nelle sue Metamorfosi, come un'utopia nella quale visse l'umanità dopo essere stata creata dagli dèi, ma prima dell'avvento di Zeus/Giove. Durante quest'epoca di abbondanza non vi erano né odio né guerre. Lo stesso Ingres descrisse l'ambientazione dell'opera in una lettera del 20 luglio 1843 indirizzata a un suo amico (disponibile su Wikisource in lingua francese):
In un ambiente bucolico e naturale si trovano tantissime figure umane - uomini, donne e bambini - quasi tutte completamente nude. Molti personaggi sono sdraiati pigramente per terra, soprattutto nella parte destra del quadro, mentre nella parte sinistra alcuni di essi ascoltano un discorso di Astrea, la dea della purezza, avvolta in un mantello bianco. Al centro esatto dell'opera si trova un sacerdote che esprime una preghiera nobile alzando un braccio verso il cielo, mentre varie figure femminili lo circondano danzando al suono dei flauti di un bambino e facendo un cerchio tenendosi per mano. Più in basso si trova una fonte d'acqua dalla quale scorre un ruscello, mentre sullo sfondo si staglia una montagna. Sono inoltre presenti il dio Saturno, alcune figure alate e vari animali.

## Galleria d'immagini

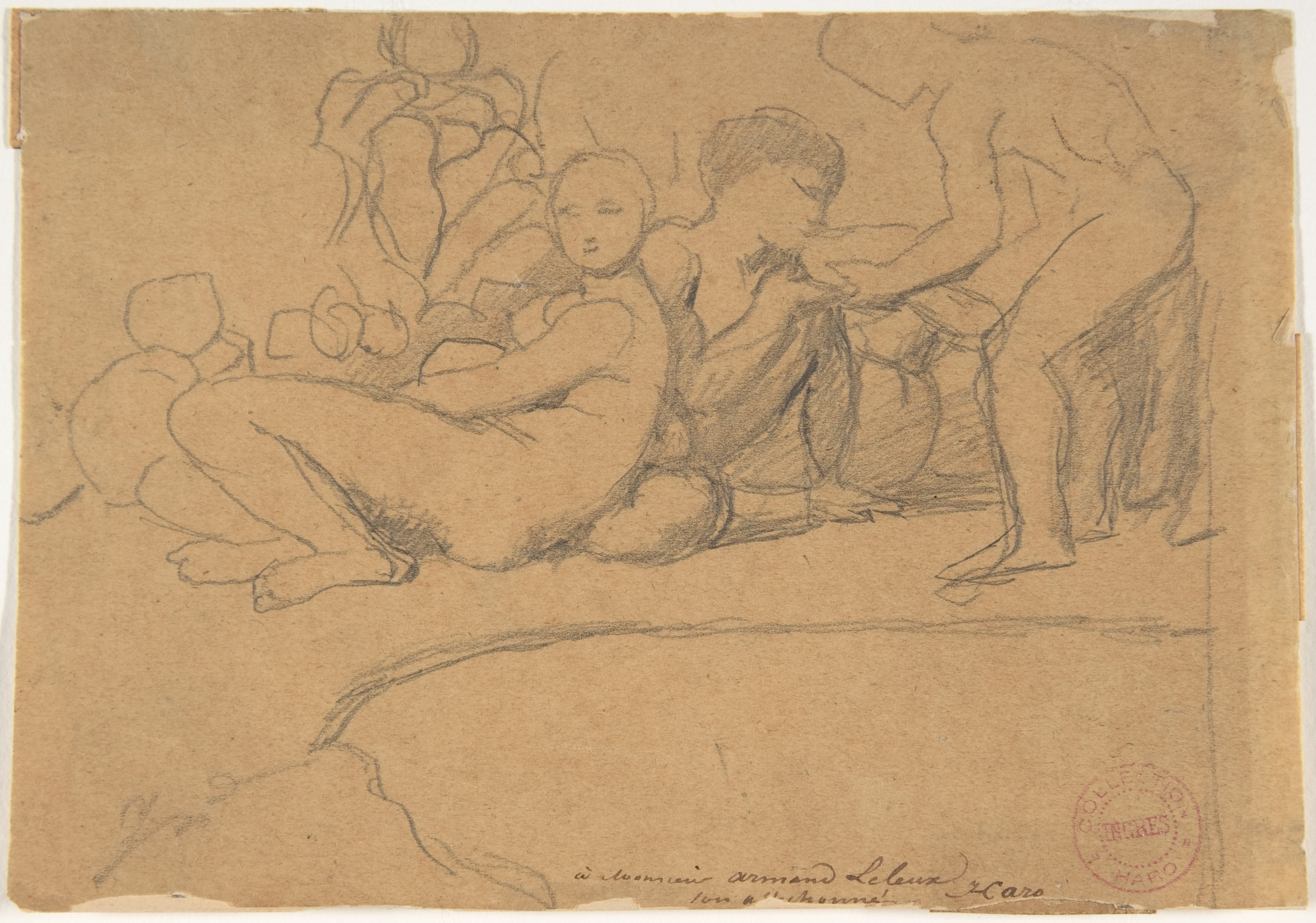
Uno studio per un gruppo di figure.
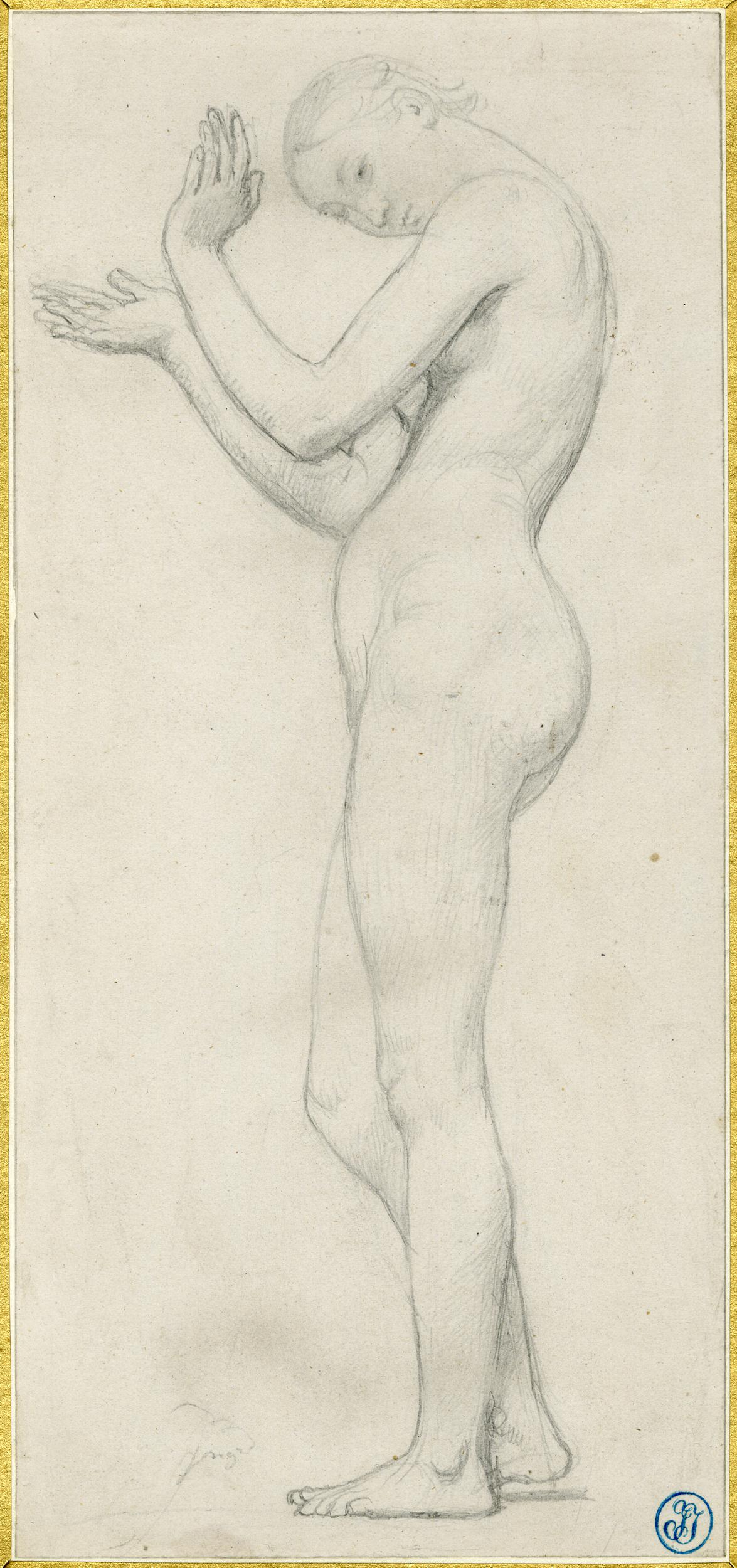
Uno studio per una donna in piedi.
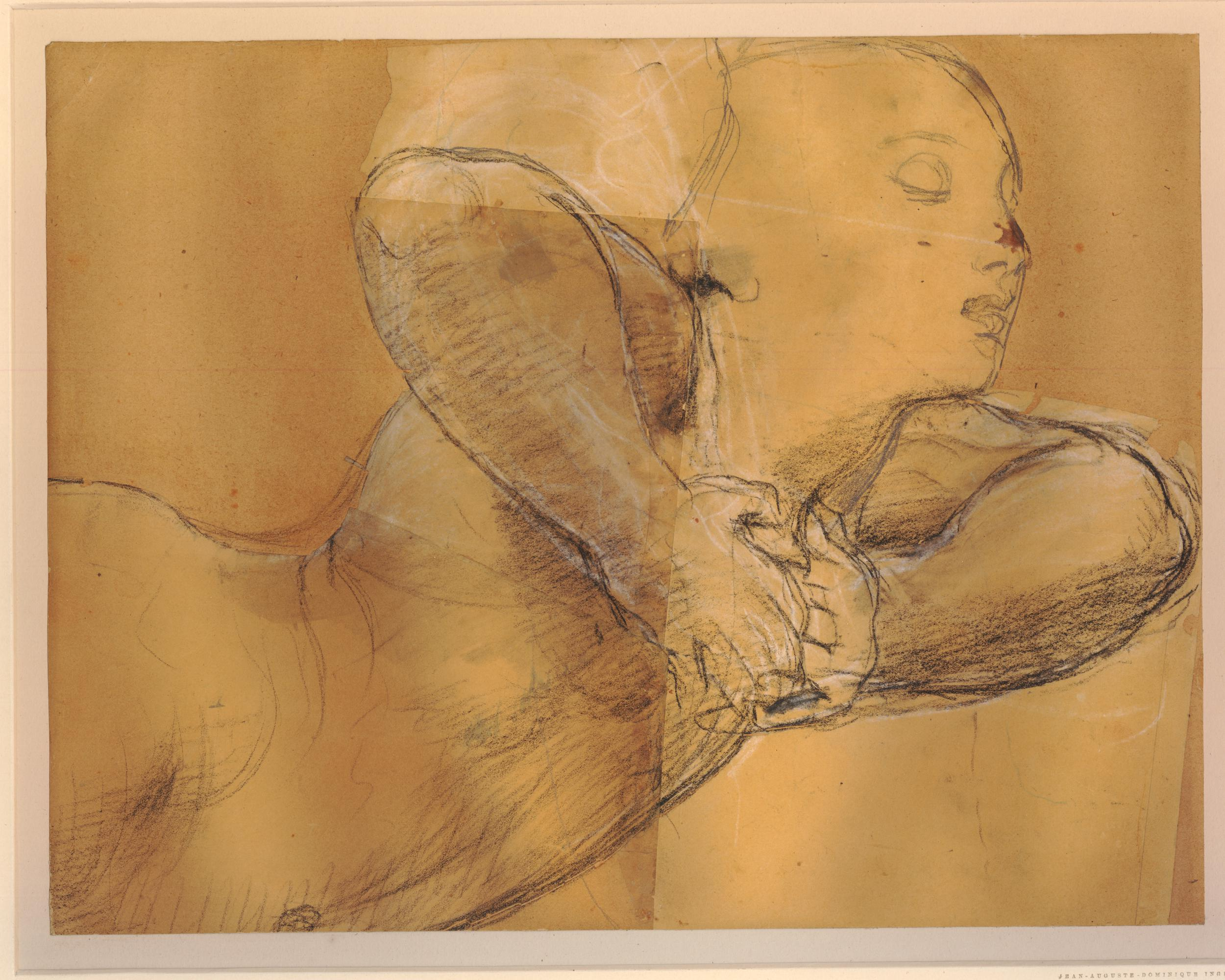
Uno studio per una figura alata.